# Depotfund von Burton

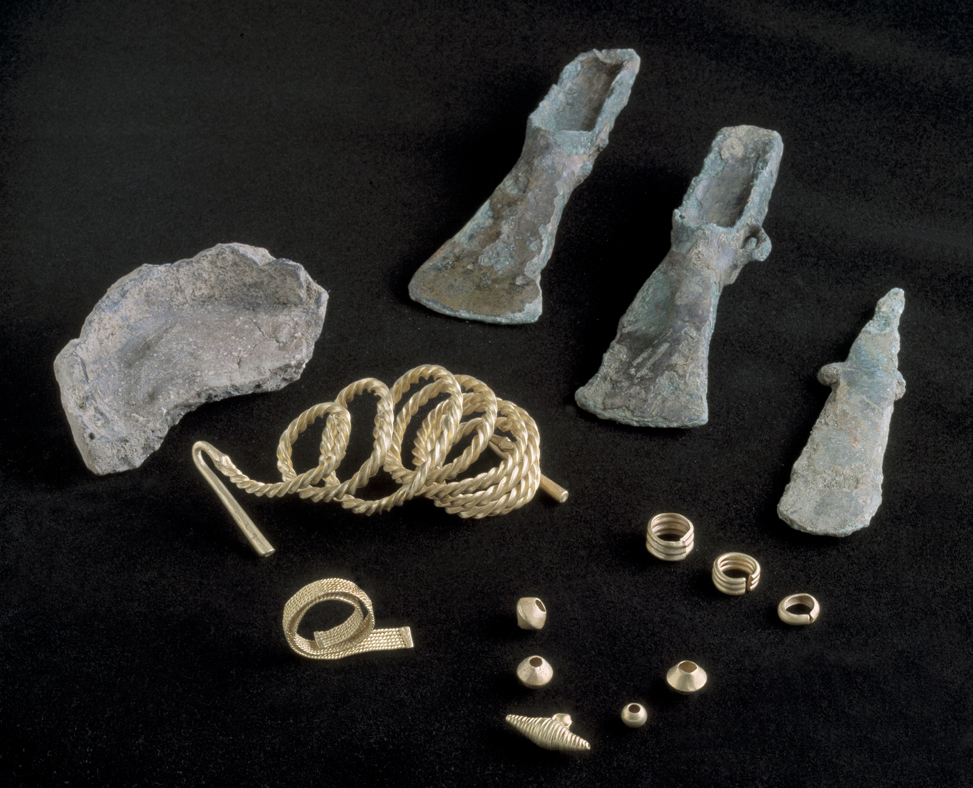
Depotfund von Burton

Der Depotfund von Burton (englisch Burton Hoard) wurde 2004 entdeckt und ist innerhalb kurzer Zeit der zweite große Fund aus der Bronzezeit in Wales. 
Burton liegt nördlich von Wrexham (walisisch Wrecsam) im Wrexham County Borough, einer Principal Area im Nordosten von Wales, nahe der Grenze zur englischen Grafschaft Cheshire.

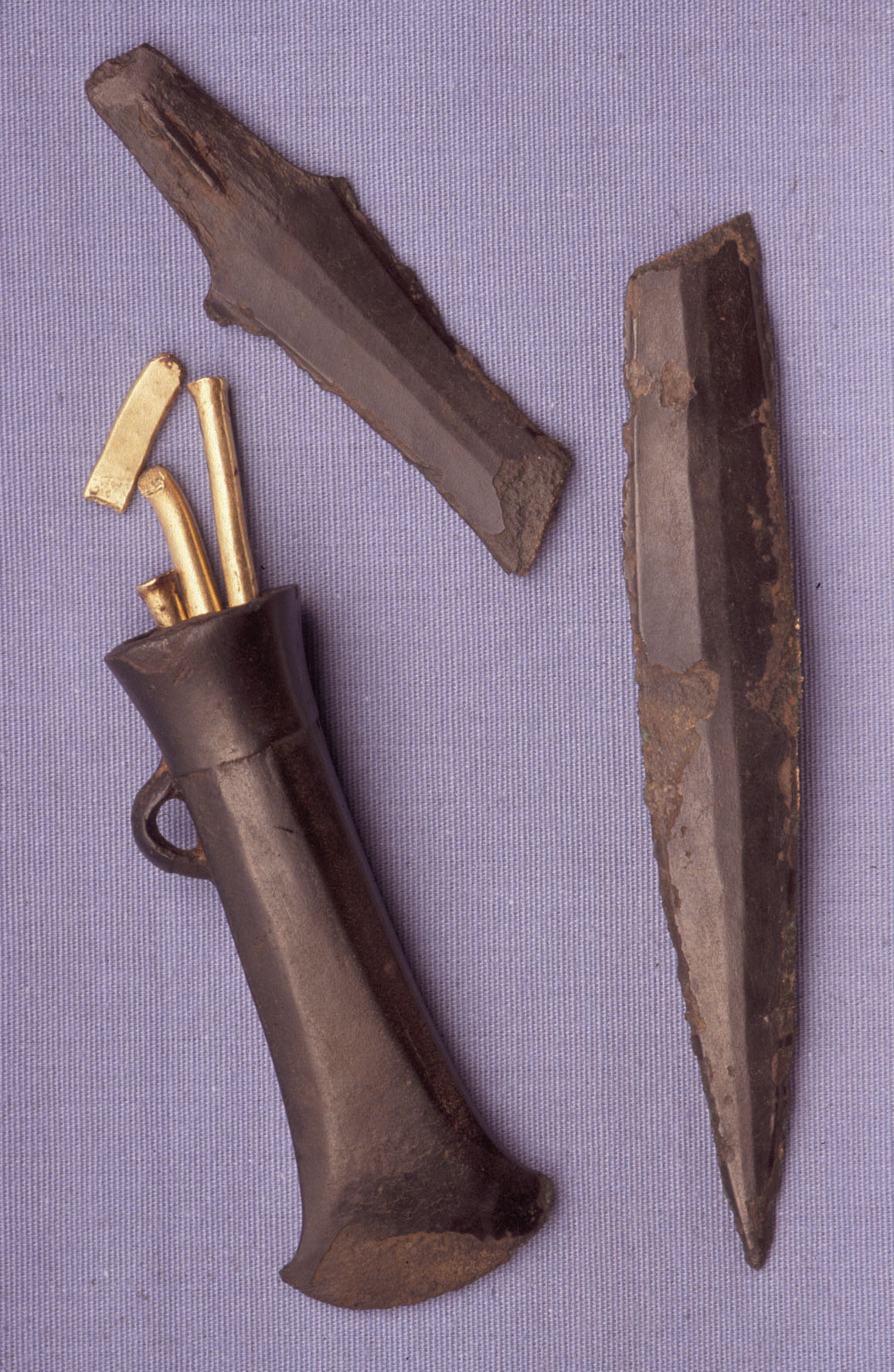
Depotfund von Rossett

Die Artefakte wurden zwischen dem 13. Jahrhundert und Mitte des 12. Jahrhunderts v. Chr. von einer Bauerngemeinschaft als Opfer vergraben. Der Hort enthält u. a. einen Torques, eine Halskette, Ringe aus Gold sowie Perlen. Das Goldarmband und der Anhänger aus spiralförmig gedrehtem Golddraht sind hochwertige Funde, ähnliche Objekte wurden zuvor nur im Nordwesten Frankreichs gefunden. Die 14 mehr als 3000 Jahre alten Schmuckstücke wurden von Metalldetektorengängern in einem kleinen, zerscherbten Keramiktopf neben zwei Beilen und einem Meißel gefunden.
Bereits 2002 fanden Metalldetektorgänger auf der Trevalyn Farm den Rossett Hoard bei Wrexham, ein Goldarmband-Fragment, eine bronzene Axt und einen Dolch. Der Dolch war der erste seiner Art, der in Wales entdeckt wurde. Im selben Jahr wurde eine bronzezeitliche Goldscheibe gefunden, die vor 4000 Jahren, etwas außerhalb von Aberystwyth, als Zierelement einer Bestattung beigegeben wurde.